# Hermann von Salza und Lichtenau (General)

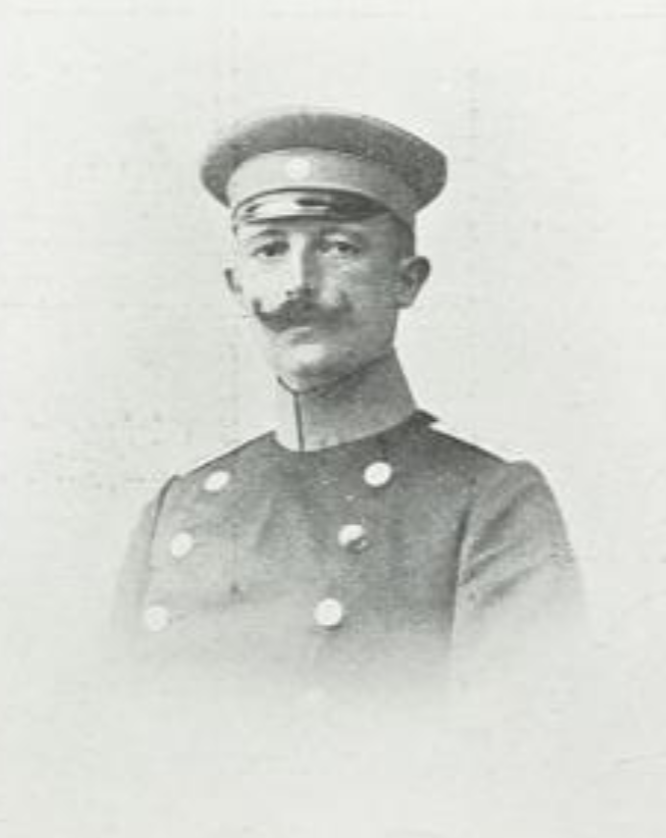
Hermann von Salza und Lichtenau

Hermann von Salza und Lichtenau (* 3. September 1858 in Dresden; † 15. Dezember 1911 in Berlin) war ein sächsischer Generalmajor.

## Leben

### Herkunft
Hermann von Salza und Lichtenau war Sohn des gleichnamigen Rittergutsbesitzers und Verwaltungsjuristen Hermann von Salza und Lichtenau und der Mary geb. Tunder. Sein Bruder war der sächsische Diplomat Ernst von Salza und Lichtenau.

### Militärkarriere
Hermann besuchte mit seinem Bruder das Gymnasium zu Bautzen. Er trat 1874 in den Kadettenkorps der sächsischen Armee ein und wurde nach langjähriger Erziehung am 20. November 1877 zum Fähnrich im Garde-Reiter-Regiment ernannt. Er wurde am 6. Oktober 1878 zum Leutnant und am 22. Juli 1886 zum Oberleutnant befördert. Er wurde in dieser Eigenschaft später á la suite seines Regiments gestellt und als Adjutant der 1. Kavallerie-Brigade Nr. 23 verwendet. In dieser Verwendung erhielt er am 16. September 1881 das Patent zum Rittmeister. 1893 wurde er wieder beim Regiment angestellt. Er diente seit 1895 beim Generalkommando des sächsischen Generalstabes. In weiterer Verwendung diente er seit 1897 auch beim Großen Generalstab zu Berlin, wo er am 16. November 1898 zum Major befördert wurde. Er wurde dann beim Generalstab der 24. Division (2. Königlich Sächsische) und des XII. (I. Königlich Sächsisches) Armee-Korps verwendet. Nach weiterer Beförderung zum Oberstleutnant am 22. Januar 1904 wurde er sächsischer Militärbevollmächtigter in Berlin, stellvertretender Bevollmächtigter zum Bundesrat des Deutschen Reiches und Mitglied der Reichsrayonkommission. Nach Beförderung zum Oberst am 27. Januar 1906 diente er zusätzlich noch als Flügeladjutant des sächsischen Königs. Seine Beförderung zum Generalmajor erfolgte dann am 23. März 1910.
Er wurde am Friedhof zu Hochkirch bei Bautzen bestattet. Zu seiner Beerdigung erschienen zahlreiche bekannte Persönlichkeiten, darunter sein Schwager Hans Krug von Nidda, Generaloberst Gustav von Kessel, Generalleutnant von Müller, der persönliche Adjutant des sächsischen Königs, Hauptmann von Elternlein, Generaloberst Max von Hausen, Staatsminister Christoph Graf Vitzthum von Eckstädt, Hermann von Broizem, General Karl Ludwig d’Elsa, die Generalmajore Mortimer von Suckow, von Carlowitz, Karl Viktor von Wilsdorf, Horst Edler von der Planitz und zahlreiche preußische Generäle.